# Hypocrisias lisoma
Hypocrisias lisoma là một loài bướm đêm thuộc phân họ Arctiinae, họ Erebidae.